# Croix de chapitre
Aspect méconnu de la phaléristique.

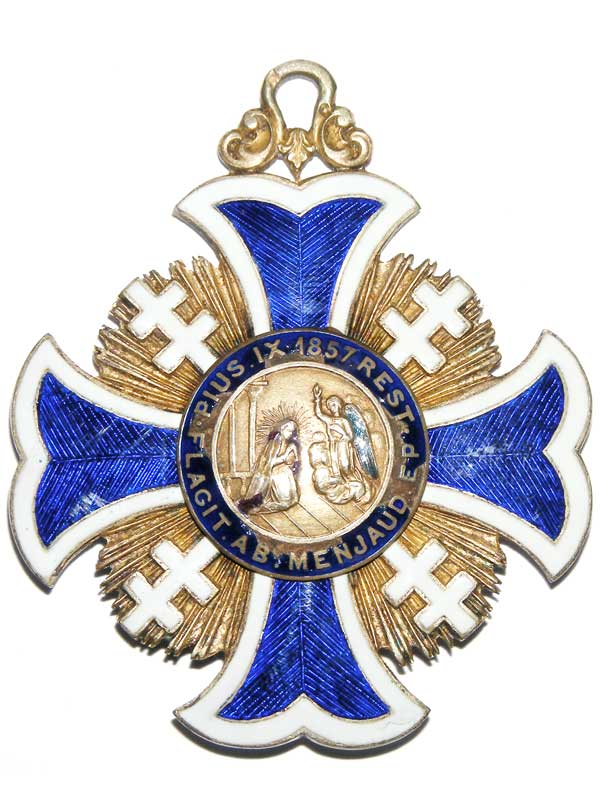
Avers de la croix de chapitre des chanoines de Nancy demandée par l'évêque Menjaud et octroyée le 28 mars 1857, en vermeil et émail, 61 x 73 mm de diamètre, fabrication de l'orfèvre Daubrée à Nancy, France, 2e moitié du XIXe siècle.

Les croix de chapitre sont la marque distinctive du chapitre de chaque cathédrale et témoignent généralement de son ancienneté. Elles sont le plus souvent accordées par bulle pontificale ou bref apostolique. Sous l'Ancien Régime en France, elles étaient également octroyées par lettre patente.
Les croix de chanoine apparaissent au milieu du XVIIIe siècle en Europe; il s'agit alors autant d'insignes religieux autant que distinctions. Propriétés du Chapitre, elles lui reviennent au décès du titulaire. Les chanoines portent la croix tant sur les costumes de chœur que sur ceux de ville.
Supprimées de fait avec les chapitres en 1790, elles furent de nouveau octroyées par le seul Souverain pontife au XIXe siècle, principalement Pie IX, en réaction à la perte des États pontificaux et de son pouvoir temporel. À de très rares exceptions près (notamment le chapitre de Notre-Dame de Paris en 1853), elles ne sont pas reconnues comme une distinction par le gouvernement. Il s'agit d'un insigne de fonction, qui témoigne très souvent d'un privilège particulier accordé par l'autorité religieuse à l'ensemble du chapitre. Elles font partie intégrante du costume de chœur et sont portées quotidiennement pour chaque office, même si cette habitude se perd, et tend à se réduire aux seuls offices célébrés pontificalement.